# باتريك بومان
باتريك بومان (بالألمانية: Patrik Baumann) (مواليد 29 يوليو 1986) هو لاعب كرة قدم سويسري ، يجيد اللعب في مركز قلب الدفاع ، ويلعب أيضًا كلاعب خط وسط مدافع ، ويلعب حاليًا لنادي سيرفيت السويسري.

## بطولات وإنجازات اللاعب

### بازل
- دوري السوبر السويسري: 2007–2008
- كأس سويسرا: 2006–2007

## روابط خارجية
- باتريك بومان على موقع قاعدة بيانات كرة القدم.إي يو (الإنجليزية)
- باتريك بومان على موقع Soccerway.com (الإنجليزية)
- باتريك بومان على موقع عالم كرة القدم.نت (الإنجليزية)

- Patrik Baumann